# Sonate pour piano et violon de Lekeu
Pour les articles homonymes, voir Sonate pour piano et violon.
La Sonate pour piano et violon en sol majeur de Guillaume Lekeu a été composée en 1892 à la demande du violoniste Eugène Ysaÿe, à qui elle fut dédiée et qui la créa au cercle des XX à Bruxelles le 7 mars 1893 avec Caroline Théroine-Mège au piano. Cette sonate, qui est une des plus belles pages de l'œuvre, trop courte hélas, de Guillaume Lekeu, a toujours conservé la faveur des interprètes. Au même titre que la sonate de César Franck, sa sœur aînée, elle est restée l'un des sommets de la musique de chambre. 
Le compositeur n'avait donc que 22 ans quand il écrivit cette œuvre. Quelques longueurs, quelques légères maladresses d'écriture sont cependant les seules traces de sa jeunesse; débordante de sentiments divers, de climats poétiques différents, la sonate est une œuvre d'une profondeur de pensée qui n'a pas grand-chose de juvénile en dépit même de certaines apparences.
Guillaume Lekeu, bien qu'à première vue gai et enjoué de caractère, avait en lui un immense fond de nostalgie, une mélancolie insondable, presque désespérée, qui planait jusque dans ses élans les plus fougueux. Il y a, dans toute la musique de Guillaume Lekeu, une espèce d'obstination, une recherche fiévreuse, têtue, un appel anxieux tout l'être vers un but qu'il se sent incapable d'atteindre. C'est un peu la musique d'un être voué à un destin tragique, infiniment triste et inéluctable.
Dans la première partie, après l'exposition du premier thème cyclique, rêveur, doucement ombré de tendre mélancolie, un deuxième thème générateur apparaît : vif, généreux, passionné, parfois obstinément concentré et rageur. Il se développe longuement sur un rythme haletant; parfois, il englobe le premier motif, repris en augmentation par le violon, et ces juxtapositions forment cette musique ou le bouillonnement ardent de la jeunesse est mêlé intimement à une tristesse profonde, indéracinable. La première partie se termine par une phrase recueillie, sereine, toute de sonorités rondes et veloutées, respirant enfin un peu d'apaisement.
Toute la seconde partie est une longue mélopée, une plainte infinie, d'une tristesse parfois morbide. C'est le chant d'une âme empoisonnée par de ténébreux philtres d'amour; c'est le drame d'un Tristan et d'une Yseult, d'une désespérance plus entière encore que celle chantée par Wagner. Certains passages prennent le caractère d'une sorte de danse erotico-macabre où la mort et la volupté semblent s'enlacer dans un climat d'une douceur insupportable, d'une sensibilité multiplement exacerbée, incapable de paix et de sérénité. Bien qu'on lui sente par la suite le sincère désir de dépasser sa douleur et de la sublimiser, Lekeu n'arrive pas à s'évader entièrement de l'atmosphère un peu vénéneuse propre à cette seconde partie.
C’est son œuvre la plus connue qui fera le tour du monde et sera gravée sur disque 78 T par Polydor à Paris en 1932 avec Henri Koch (violoniste) et Charles van Lancker comme interprètes. La version de référence moderne en stéréophonie la plus célèbre a été enregistrée en 1967 par Christian Ferras (violon) et Pierre Barbizet (piano) chez Deutsche Grammophon.

## Structure
La sonate comprend trois mouvements :
1. Très modéré - Vif et passionné.
2. Très lent - Très simplement et dans le caractère d'un chant populaire.
3. Finale.

- Durée d'exécution: trente-quatre minutes.

Introduction du Très modéré :